# Złotniczka (ptak)

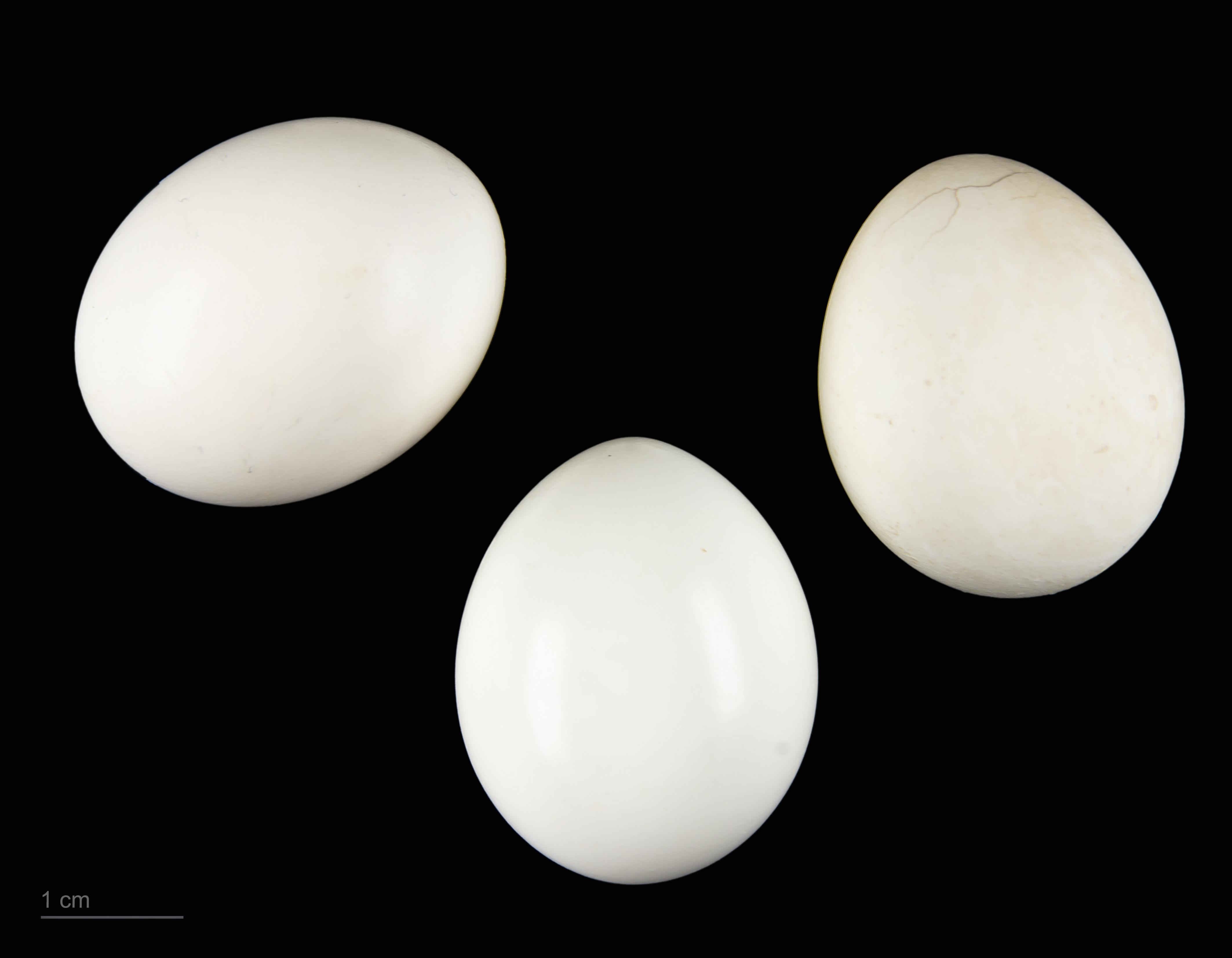
Guaruba guarouba

Złotniczka, konura złota (Guaruba guarouba) − gatunek średniej wielkości ptaka z rodziny papugowatych (Psittacidae), zamieszkujący północną Brazylię. Upierzenie żółtozłote z kontrastującymi zielonymi lotkami. Gatunek narażony na wyginięcie; rzadko spotykany w hodowlach.

## Systematyka
Złotniczka jest jedynym przedstawicielem monotypowego rodzaju Guaruba. Bywała też zaliczana do rodzaju Aratinga. Nie wyróżnia się podgatunków.

## Morfologia
Długość ciała 33–36 cm. Masa ciała około 270 g.
W ubarwieniu złotniczki przeważa barwa żółta, jedynie lotki są zielone. Ptak ma duży, silny dziób o ostrych brzegach. Obszar wokół oczu jest jasnoróżowy, podobnie nogi. Obie płcie wyglądają identycznie. Kolorystyka młodych osobników jest bardziej matowa, z mniejszą ilością koloru żółtego, większy obszar zajmuje barwa zielona. Głowy i dzioby młodych są przeważnie zielone, grzbiet zielono-żółty, górna część ogona w większości zielona, pierś zielonawa, obszar wokół oczu jasnozielony, natomiast nogi brązowe.

## Występowanie
Konura złota występuje w północnej części Brazylii – na południe od Amazonki. Zamieszkuje wilgotne nizinne lasy deszczowe do 500 m n.p.m., sporadycznie odwiedza też lasy typu varzéa czy łąki z rozrzuconymi drzewami.
Populacja tych ptaków, którą badano w 1986, w ciągu roku zamieszkiwała dwa różne siedliska. Podczas sezonu bez lęgu, co zbiegło się z suszą, zajmowały wysoki las. Natomiast podczas sezonu lęgowego ptaki opuściły las i przeniosły się na otwarte obszary, takie jak pola rolnicze, na skraju lasu.

## Zachowanie
Żyje w grupach 3–30 osobników.
Składa od 3 do 5 jaj, które wysiaduje samica przez 25–30 dni. Młode są w pełni opierzone po około 10 tygodniach od wyklucia.
Żywi się owocami, nasionami i orzechami.

## Status i zagrożenia
Międzynarodowa Unia Ochrony Przyrody (IUCN) od 2013 roku uznaje złotniczkę za gatunek narażony na wyginięcie (VU – vulnerable); wcześniej, od 1994 roku miała ona status gatunku zagrożonego wyginięciem (EN – endangered). Liczebność populacji, według szacunków, zawiera się w przedziale 10 000 – 19 999 osobników. Trend liczebności populacji uznaje się za spadkowy. Główne zagrożenia dla gatunku to niszczenie i fragmentacja siedlisk wskutek budowy dróg, rozwoju osadnictwa oraz pozyskiwania drewna. Nielegalny odłów tych ptaków na handel jest obecnie prowadzony na znacznie mniejszą skalę niż dawniej i nie stanowi poważnego zagrożenia dla populacji. Gatunek został wymieniony w Załączniku I konwencji CITES.